# Gerard Butler
Gerard James Butler (* 13. listopadu 1969) je skotský herec, známý rolí krále Leonida ve filmu 300: Bitva u Thermopyl.

## Životopis
Narodil se v Glasgow. První dva roky života strávil v Kanadě a poté, když matka odešla od jeho otce, žil spolu s bratrem a sestrou v Paisley, nedaleko Glasgow. V 16 letech se se svým otcem opět setkal, vznikl mezi nimi hodně blízký vztah, jeho otec však o 4 roky později zemřel.
Na divadelních prknech se objevil ve 12 letech, když obdržel roli v muzikálu Oliver, představení uvádělo známé divadlo Kings Theatre v Glasgow. Herecké kariéře se však zprvu nevěnoval, neboť po smrti svého otce odešel studovat na Glasgowskou univerzitu práva. U těch vydržel necelých 7 let, stal se prezidentem školní právnické společnosti a začal se zaučovat jako koncipient v jedné právnické společnosti. V té době se však také věnoval svému oblíbenému koníčku – hudbě. Po večerech vystupoval po klubech spolu se svou rockovou kapelou Speed.
Z právnické firmy byl kvůli problémům s alkoholem propuštěn, rozhodl se tedy vrátit se ke své herecké kariéře. Jeho první divadelní rolí byl Coriolanus v režii Stevena Berkoffa, se kterým dříve hrál ve filmu Attila The Hunt. Na divadelních prknech se objevil v kritikou oceňované adaptaci filmu Trainspotting, dále ve hře Snatch a po boku herečky Rachel Weisz vystoupil ve hře Suddenly Last Summer.
První film, ve kterém se objevil, se jmenoval Paní Brownová. Při natáčení tohoto filmu se mu povedlo zachránit tonoucího se chlapce, za což mu byl udělen Certifikát statečnosti od Royal Humane Society.
Další poměrně významnou roli v jeho kariéře byla hlavní role v oceňovaném krátkometrážním filmu Please!. Jeho první velkou rolí byl Dracula ve filmu Dracula 2000, další známější filmy, ve kterých se objevil jsou Timeline - proud času, Lara Croft - Tomb Raider: Kolébka života.
Role, kterou se dostal do širšího povědomí, byl fantom ve filmu Fantom opery, poté přišla role ve filmu Dear Frankie, který byl kritikou přijímán velmi vřele.
V roce 2005 byl uveden do kin film Beowulf and Grendel, zpracovaní známé severské ságy, natočený na Islandu.
V roce 2007 se do kin dostaly dva komerčně úspěšné filmy s Gerardem Butlerem v hlavní roli – historické drama 300: Bitva u Thermopyl, natočené podle komiksu Franka Millera, a romantická komedie P.S.: Miluji tě; třetím je drama Butterfly On The Wheel, čili Klub vyděračů. Jeho další filmy jsou Zapomenutý ostrov a Rock'n'Rolla.
V roce 2009 byly do kin uvedeny tři jeho filmy. Nejprve to byla romantická komedie The Ugly Truth, potom akční film Gamer a nakonec Butlerův producentský debut, ve kterém si zahrál jednu z hlavních rolí – thriller Law Abiding Citizen (Ctihodný občan).
V roce 2010 byla možnost ho vidět ve filmu The Bounty hunter po boku Jennifer Anistonové.
O rok později si ho vybral Ralph Fiennes do svého režijního debutu Coriolanus. V témže roce natočil snímek podle skutečných událostí Machine Gun Preacher, v ČR uvedený jako Kazatel Kalašnikov, na kterém se také podílel jako výkonný producent.
Na podzim 2012 měly premiéru jeho dva filmy: Chasing Mavericks ze surfařského prostředí a Chlap na roztrhání, kde je k vidění po boku například Umy Thurman, Jessicy Biel, Dennise Quaida a Catherine Zeta-Jonesové.
Také od roku 2013 ztvárnil agenta tajné služby Mika Banninga v akčním thrillerovém seriálu Pád Bílého domu (Olympus Has Fallen, 2013), Pád Londýna (London Has Fallen, 2016), Pád Anděla (Angel Has Fallen, 2019) a nadcházející Night Has Fallen.